# Rhodopina nilghirica
Rhodopina nilghirica là một loài bọ cánh cứng trong họ Cerambycidae.